# Delphinium nortonii
Delphinium nortonii là một loài thực vật có hoa trong họ Mao lương. Loài này được Dunn mô tả khoa học đầu tiên năm 1927.